# Efecto cobra

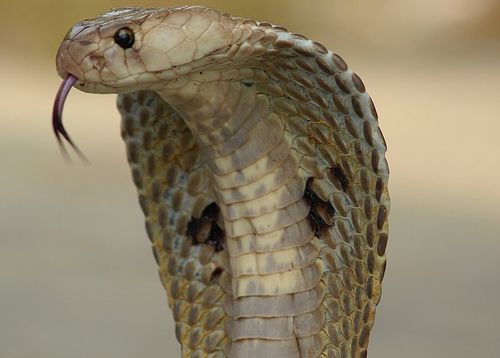
Una cobra india.

El efecto cobra ocurre cuando un intento de solución a un problema en realidad lo empeora, debido a que el elemento evaluado en esa política es manipulado por las personas a las que se va a evaluar. El indicador mejora, pero es por el uso estratégico que los agentes hacen de él, empeorando realmente la política pública. Se trata de un ejemplo de consecuencia imprevista. El término se utiliza para ilustrar las causas de una estimulación incorrecta en economía y política. También hay un libro de 2001 con el mismo título de Horst Siebert, un economista y profesor alemán.

## Origen
El término efecto cobra proviene de una anécdota en los tiempos de la dominación británica en la India colonial. El gobierno británico estaba preocupado por el número de cobras venenosas en Delhi. Por tanto, el gobierno ofreció una recompensa por cada cobra muerta. Inicialmente fue una estrategia exitosa y un gran número de serpientes fueron matadas por su recompensa. Sin embargo, personas comenzaron a criar cobras por su recompensa muertas. Cuando el gobierno se percató de esto, el programa de recompensas fue cancelado, causando que los criadores liberaran a las –ya sin valor– cobras. Como resultado, la población de cobras salvajes aumentó. La aparente solución al problema lo hizo aún peor.
Un incidente similar ocurrió en Hanói, Vietnam, bajo el gobierno colonial francés. Este gobierno creó un programa que pagaba por cada rata muerta. Para cobrar la recompensa, las personas debían proporcionar la cola de la rata. Los funcionarios coloniales, sin embargo, comenzaron a notar las ratas en Hanói sin colas. Los cazadores de ratas vietnamitas capturaban las ratas, les cortaban la cola, y luego las dejaban en libertad en las alcantarillas para que pudieran procrear y producir más ratas, lo que aumentaba los ingresos de los cazadores de ratas.
Ambos casos son ejemplos generales de la distorsión que produce emplear el mismo indicador para evaluar una política pública y asignar recursos, que de forma necesaria, dada la racionalidad de los agentes evaluados, lleva a la perversión del proceso social evaluado. Una forma más genérica de este efecto es la ley de Campbell o la Ley de Goodhart. En economía, el mismo principio es conocido como la crítica de Lucas.